# Polyschisis rufitarsalis
Polyschisis rufitarsalis là một loài bọ cánh cứng trong họ Cerambycidae.